# Randy Smyth
Randy Smyth, właśc. Randolph L. Smyth (ur. 7 lipca 1954 w Pasadenie) – amerykański żeglarz sportowy, dwukrotny medalista olimpijski.
Brał udział w dwóch igrzyskach (IO 84, IO 92), na obu zdobywał srebrne medale w klasie Tornado. W 1992 był drugi wspólnie z Jayem Glaserem. W 1992 ponownie zajął drugie miejsce, partnerował mu wtedy Keith Notary. W 1981 i 1982 został mistrzem świata z Glaserem, w 1984 i 1985 byli drudzy. Zdobył dziewięć tytułów mistrza kraju w klasie Tornado. Był członkiem załogi Stars & Stripes, obrońcy i zwycięzcy regat o Puchar Ameryki w 1988.